# Trichacis illusor
Trichacis illusor är en stekelart som beskrevs av Jean-Jacques Kieffer 1916. Trichacis illusor ingår i släktet Trichacis och familjen gallmyggesteklar. Inga underarter finns listade i Catalogue of Life.